# Ư
Ư is een van de twaalf klinkers uit het Vietnamees. Deze letter is vrijwel nooit te vinden op een toetsenbord en wordt daarom vaak geschreven als u+ of u*.